# Chvalčov
Chvalčov – gmina w Czechach, w powiecie Kromieryż, w kraju zlińskim. Według danych z dnia 1 stycznia 2012 liczyła 1646 mieszkańców.
Gmina w obecnym kształcie powstała w 1951 w wyniku złączenia dwóch gmin: Chvalčov i Chvalčova Lhota. Następnie stanowiła ona część miasta Bystřice pod Hostýnem, by w 1990 usamodzielnić się.